# بيتار مالينوف
بيتار مالينوف (بالبلغارية: Петър Малинов)‏ هو مدرب كرة قدم ولاعب كرة قدم بلغاري في مركز الهجوم، ولد في 29 يناير 1970 في صوفيا في بلغاريا. لعب مع سبتمفري صوفيا ونادي سبارتاك بليفين.